# 华东人民革命大学
华东人民革命大学簡稱华东革大，是中華人民共和國建國初期開設的一所學校。

## 歷史
1949年5月上旬， 邓小平、陈毅、粟裕等人在丹阳开会，决定在上海成立华东人民革命大学，學校定位為軍隊幹部培養學校。
1949年8月22日，华东人民革命大学在光华大学附属中学操场举行开学典礼。华东人民革命大学第一期招生4000人，借用复旦大学、暨南大学、光华大学、复兴中学校舍辦學。学员必须是至少高中畢業. 年龄在18到35岁之間。学员享受解放军待遇，可以免费享受食宿服装以及学习用品。舒同擔任首任校长。陆定一、马寅初、夏衍、艾青等多人來校授課。项堃、温锡莹、张雁等人是第一期學員。学员学习兩個多月后就被分配工作。
第二期开始，华东革大搬迁到苏州的华东军政大学校址辦學。
1952年12月，华东人民革命大学第五期學員結業後，學校撤銷。